# Bảo tàng Lịch sử Tự nhiên Chiết Giang
Bảo tàng Lịch sử Tự nhiên Chiết Giang là một bảo tàng chủ yếu để triển lãm các bộ sưu tập và phân tích về các mẫu vật của khoa học sự sống và khoa học Trái Đất.
Bảo tàng này là một trong những bảo tàng lịch sử tự nhiên sớm nhất do người Trung Quốc tạo ra.